# كريستيان لوبيز
كريستيان لوبيز (بالفرنسية: Christian Lopez)‏ (مواليد 15 مارس 1953) هو لاعب كرة قدم. يلعب مع منتخب فرنسا لكرة القدم. سبق له أن لعب في كأس العالم لكرة القدم مع منتخب بلاده.

## روابط خارجية
- كريستيان لوبيز على موقع الاتحاد الدولي (مؤرشف)  (الإنجليزية)
- كريستيان لوبيز على موقع قاعدة بيانات كرة القدم.إي يو (الإنجليزية)
- كريستيان لوبيز على موقع ليكيب (الفرنسية)
- كريستيان لوبيز على موقع ناشيونال فوتبول تيمز (الإنجليزية)
- كريستيان لوبيز على موقع عالم كرة القدم.نت (الإنجليزية)